# Aeschynanthus lasianthus
Aeschynanthus lasianthus är en tvåhjärtbladig växtart som beskrevs av Wen Tsai Wang. Aeschynanthus lasianthus ingår i släktet Aeschynanthus och familjen Gesneriaceae. Inga underarter finns listade i Catalogue of Life.